# Алесандро Тасони
Алесандро Тасони (на италиански: Alessandro Tassoni) (28 септември 1565, Модена – 26 април 1635, Модена) – италиански поет. Творчеството му има критически и полемичен характер.

## Биография
Той получил образованието си в Модена, Ферара и Болоня. През 1597 г. се премества в Рим, където постъпва на служба при кардинал Асканий Колона. Изпълнявал дипломатически мисии в Испания. От 1613 г. до 1621 г. е в приятелски отношения с Карл Еманюел I (Херцог на Савой). През 1618 г. е секретар на посолството на Савой в Рим.

## Творчество
- Мисли – 1608 г.
- Размишления върху стихове на Петрарка – 1609 г.
- Филипики – срещу испанското влияние, 1614 – 1615 г.
- Открадната кофа – комично-героична поема, 1622 г.